# 1996年アトランタオリンピックのフィリピン選手団
1996年アトランタオリンピックのフィリピン選手団（1996ねんアトランタオリンピックのフィリピンせんしゅだん）は、1996年7月19日から8月4日にかけてアメリカ合衆国のジョージア州アトランタで開催された1996年アトランタオリンピックのフィリピン選手団、およびその競技結果。

## 概要
今大会は銀メダル1個を獲得した。

## メダル
| メダル | 選手名               | 競技       | 種目               |
| ------ | -------------------- | ---------- | ------------------ |
| 銀     | マンスエト・ベラスコ | ボクシング | 男子ライトフライ級 |